# Otto Jahn (Archäologe)

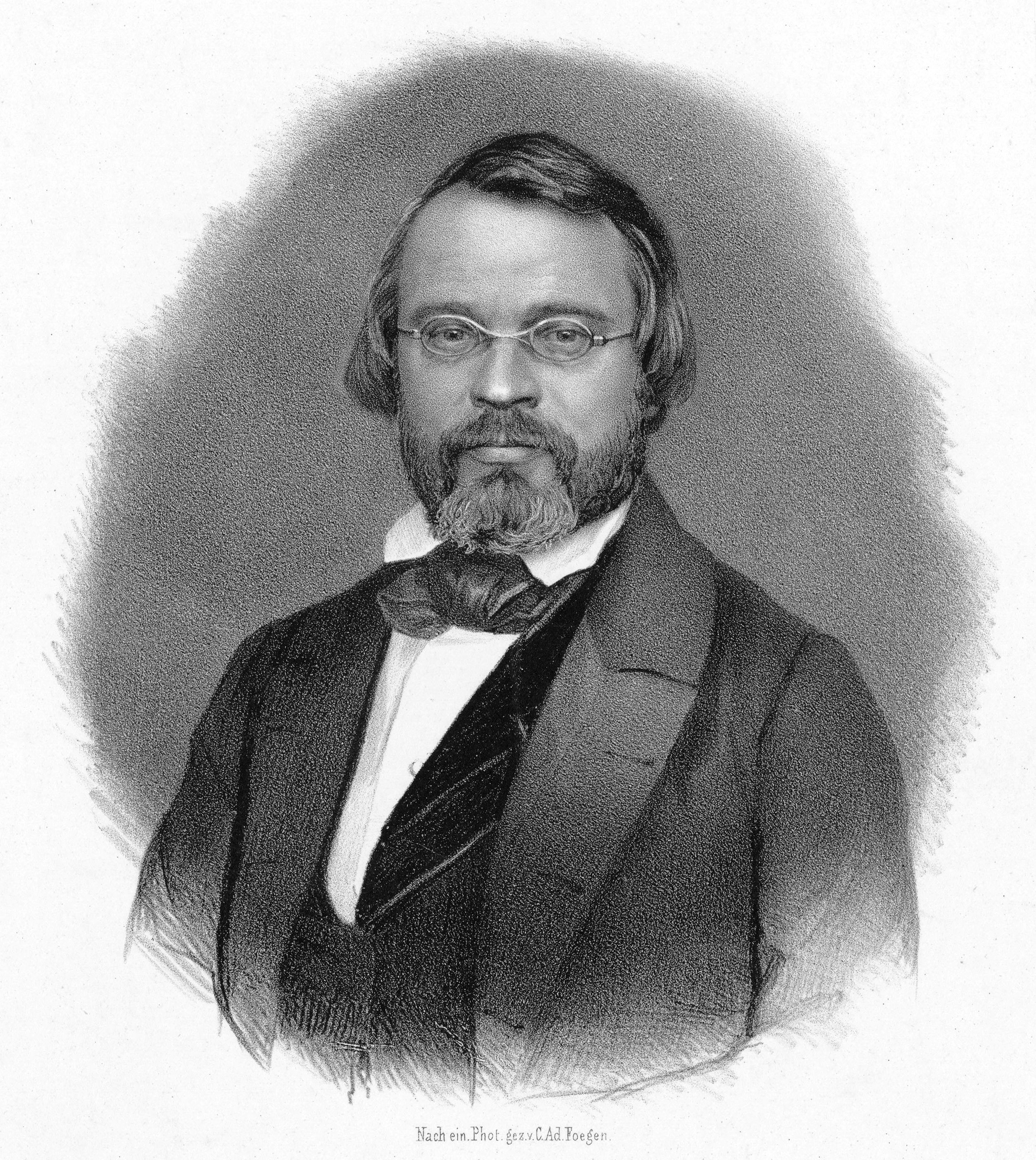
Otto Jahn, 1857

Otto Jahn (* 16. Juni 1813 in Kiel; † 9. September 1869 in Göttingen) war ein deutscher Philologe, Klassischer Archäologe und Musikwissenschaftler. Er wirkte als Professor für Philologie und Archäologie an den Universitäten zu Leipzig und Bonn.
Jahn verfasste grundlegende kritische Editionen zu verschiedenen antiken Autoren, bereitete als namhafter Epigraphiker das Corpus Inscriptionum Latinarum (CIL) vor, lenkte die Archäologie in neue, methodisch-kritische Bahnen und förderte sie durch seine Forschungsarbeiten sowie seine Vortrags-, Lehr- und Sammlertätigkeit.
Als Privatdozent in Kiel (1839–1842) und Extraordinarius in Greifswald (1842–1847), besonders aber als Professor in Leipzig (1847–1850) und Bonn (1855–1869) zog er zahlreiche Schüler an sich und beeinflusste damit die Altertumswissenschaft im 19. und 20. Jahrhundert nachhaltig.
Die noch junge Musikwissenschaft bereicherte er um biografische und editorische Arbeiten zu Ludwig van Beethoven und Wolfgang Amadeus Mozart und schuf damit die noch heute gültige Grundlage zur Beschäftigung mit diesen Komponisten. Zudem war Jahn Mitbegründer der alten Leipziger Bach-Gesellschaft. Jahn trat im privaten Kreis selbst als Komponist hervor.

## Leben

### Kindheit, Jugend und Studium
Otto Jahn war der Sohn des Kieler Anwalts Jakob Jahn und mütterlicherseits ein Enkel des Kieler Juraprofessors Adolf Friedrich Trendelenburg. Das Haus der Familie Jahn bildete ein Zentrum des städtischen Musiklebens, und Otto Jahn hatte die Absicht, Musiker zu werden. Sein Vater schickte ihn 1830 auf die berühmte Landesschule Pforta, wo Jahn diesen Wunsch aufgab und sich unter dem Einfluss der Lehrer Christian Friedrich Neue (Latein, 1798–1886), Karl August Koberstein (Latein, 1797–1870) und besonders Adolph Gottlob Lange (Griechisch, 1778–1831) der Klassischen Philologie zuwandte.
Nach einem Jahr bezog er 1831 die Universität Kiel, wo ihn besonders Gregor Wilhelm Nitzsch und Johannes Classen beeinflussten: Classen lenkte die Aufmerksamkeit seines Studenten auf die römischen Satiriker, die ein Hauptinhalt der späteren Forschungen Jahns werden sollten. Zum Wintersemester 1832/1833 ging Jahn nach Leipzig zu Gottfried Hermann, ein Jahr später wechselte er an die Universität Berlin. In den hiesigen Professoren August Boeckh und Karl Lachmann sah Jahn später seine eigentlichen philologischen Lehrer. Die Archäologen Julius Ambrosch und Eduard Gerhard führten Jahn zudem an ihr Fach heran. Nach seiner Rückkehr nach Kiel 1835 wurde Jahn 1836 mit der Dissertation Palamedes promoviert, in der er den Mythos des Palamedes aus philologischen und archäologischen Quellen aufarbeitete.

### Wanderjahre
Nach dem Studium konnte Jahn dank einem Reisestipendium der dänischen Regierung ausgedehnte Forschungsreisen antreten. Im Herbst 1837 reiste er nach Paris, wo er die Handschriften mit den Werken des Horaz und Juvenal studierte und sich im Umgang mit Jean-Joseph-Antoine-Marie de Witte und Désiré Raoul-Rochette mit der archäologischen Forschung Frankreichs auseinandersetzte. Im Oktober 1838 reiste er weiter nach Rom, wo er sich zum Ersten Sekretär des Archäologischen Instituts Emil Braun begab. Bei diesem lernte er die Ausgrabungen in Rom kennen und publizierte selbst eine Reihe kleinerer Neufunde. Brauns Unterweisung in der lateinischen Inschriftenkunde gab Jahn die Möglichkeit, mit Unterstützung der Preußischen Akademie der Wissenschaften den epigraphischen Nachlass des früh verstorbenen Olaus Kellermann zu erwerben. Damit ging auch die Verpflichtung einher, die Sammelstücke zu gegebener Zeit zu publizieren. Das Frühjahr 1839 verbrachte Jahn mit Reisen durch Süditalien und Sizilien. Bei seiner Rückreise traf er in Florenz Karl Otfried Müller. Im Sommer 1839 kehrte er nach Kiel zurück.

### Akademische Lehre

#### Kiel und Greifswald
Zum Wintersemester 1839/1840 begann Jahn als Privatdozent seine Lehrtätigkeit an der Kieler Universität. Zu seinen ersten Schülern zählte Theodor Mommsen, der dem fast gleichaltrigen Lehrer nach seinem Weggang 1842 bis zu seinem Tod verbunden blieb. Davon zeugt ihr umfangreicher Briefwechsel. Jahn wurde 1842 als außerordentlicher Professor für Philologie und Archäologie an die Universität Greifswald berufen. Nachdem er im Jahr 1845 einen Ruf an die Kaiserliche Akademie der Wissenschaften in Petersburg abgelehnt hatte, wurde er zum ordentlichen Professor ernannt. Im selben Jahr schlug auch die Geburtsstunde des späteren Corpus Inscriptionum Latinarum, als Jahn vom preußischen Justizminister Friedrich Carl von Savigny zu einer Denkschrift über ein solches Projekt aufgefordert wurde. Die Verwirklichung scheiterte jedoch zunächst am Widerstand August Böckhs.

#### Leipzig: Aufstieg und Rückschlag

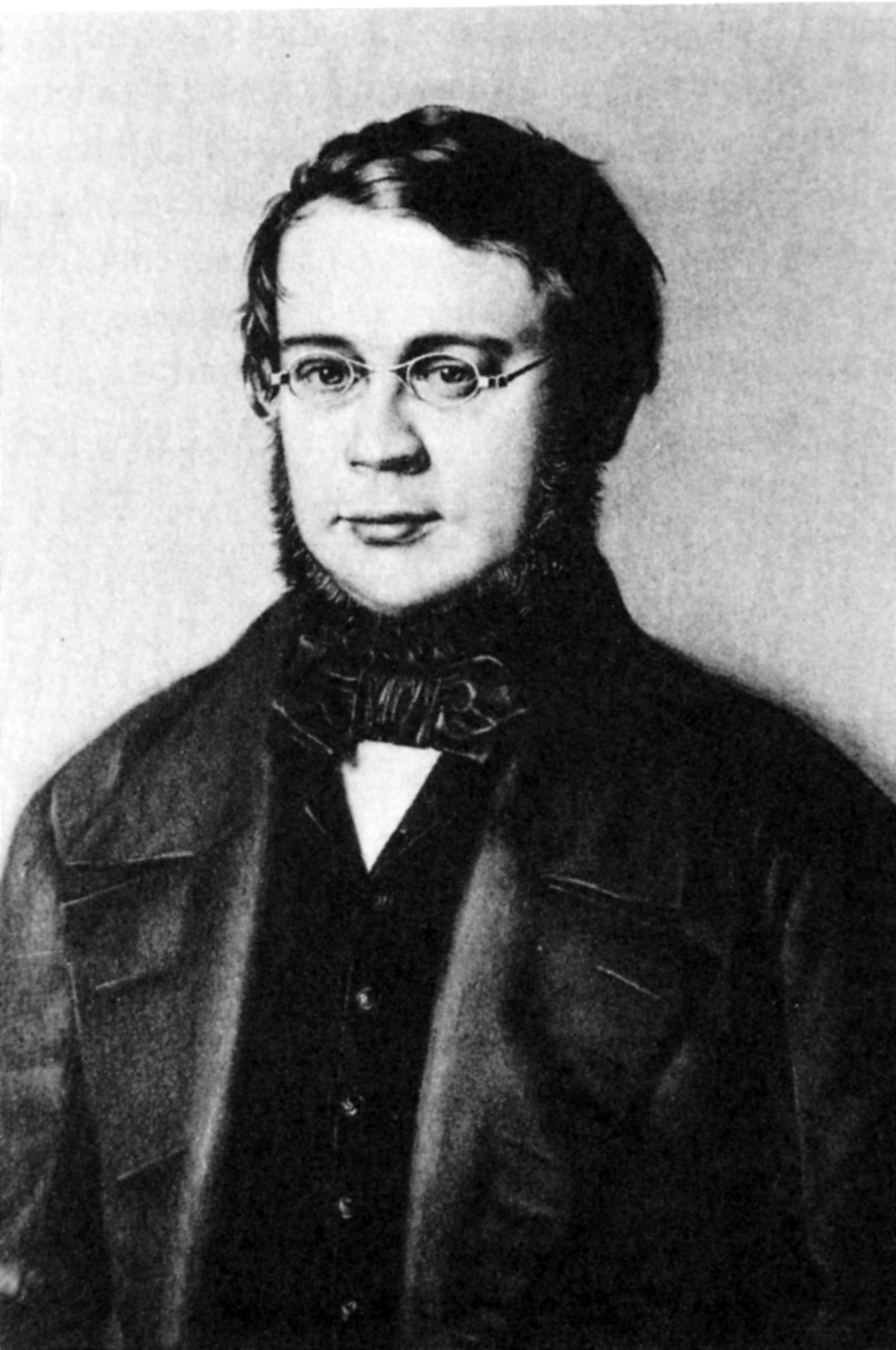
Otto Jahn in Leipzig, 1847

Nach diesem Rückschlag wurde Jahn 1847 als Professor der Archäologie nach Leipzig gerufen (als Nachfolger des verstorbenen Wilhelm Adolf Becker). Hier arbeitete er mit seinem ehemaligen Lehrer Gottfried Hermann und mit Moriz Haupt zusammen. Jahn las über archäologische und philologische Themen vor den Studenten und veröffentlichte Kommentare zu Marcus Tullius Ciceros Schriften Brutus (1849) und Orator (1851), kleinere Ausgaben des Persius und Florus sowie eine große Juvenal-Edition, die auch die Scholia vetera enthielt (1851). Auf einem Festvortrag der Leipziger Gesellschaft der Wissenschaften 1848 entwickelte Jahn seine Vorstellung über die Identität und wichtigsten Aufgaben der Archäologie. Er wandte sich entschieden gegen die Auffassung der Archäologie als „monumentaler Philologie“, die unter anderem von Eduard Gerhard vertreten wurde, und stellte die selbständige Bedeutung des Faches als Kunstwissenschaft heraus.

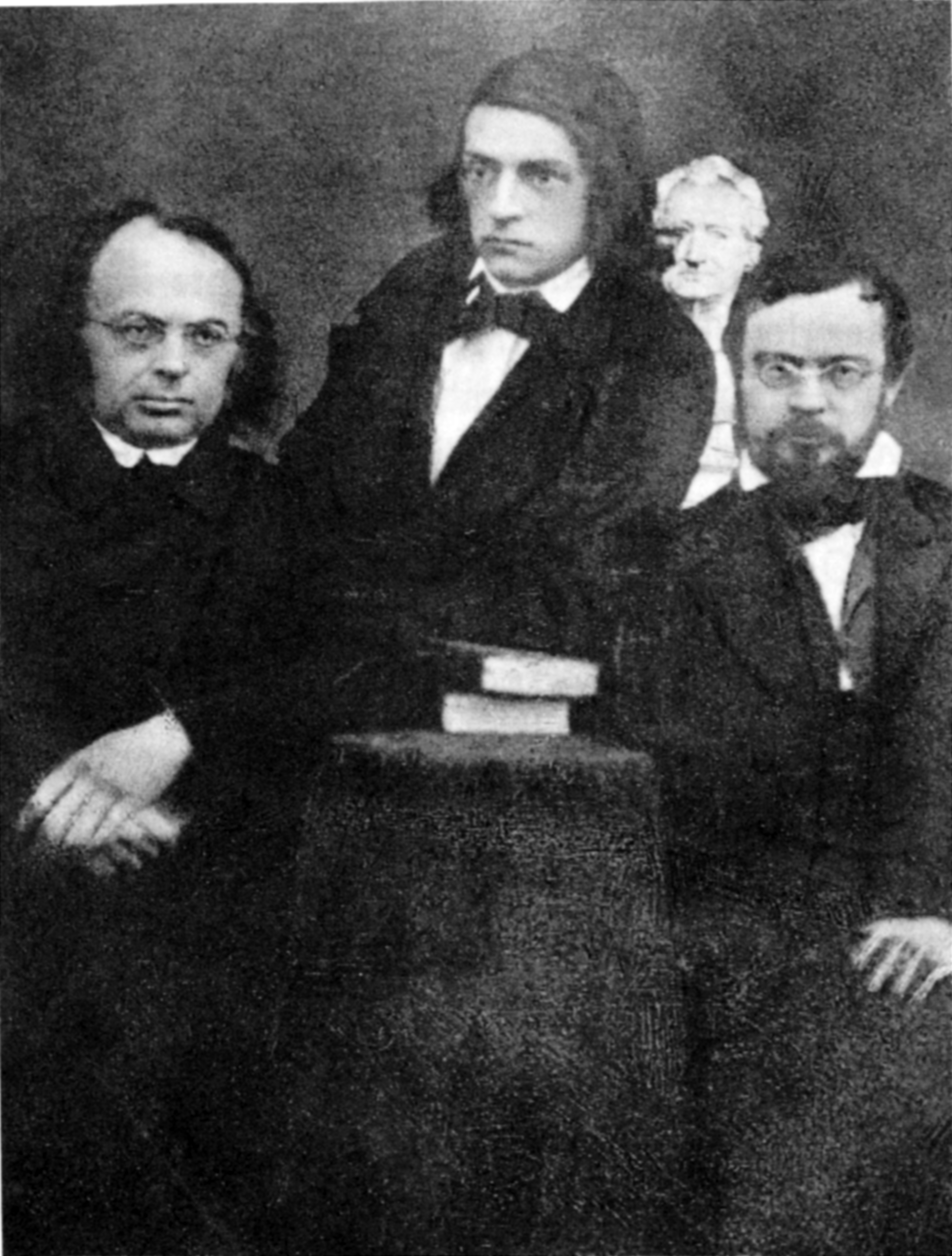
Moriz Haupt, Theodor Mommsen und Otto Jahn vor einer Goethe-Büste, Leipzig 1848

Im Revolutionsjahr 1848 setzte sich Jahn für die Berufung seines ehemaligen Schülers Mommsen nach Leipzig ein. Gemeinsam mit Moriz Haupt, Gustav Freytag, Otto Wigand, Salomon Hirzel und anderen bildeten sie einen Freundeskreis, der dem liberalen Deutschen Verein angehörte und an der Politik des Jahres 1848 aktiv teilnahm. Haupt, Jahn und Mommsen agitierten in Leipzig zur Durchführung der von der Frankfurter Nationalversammlung beschlossenen Resolution über eine sächsische Verfassung. Nach der Auflösung der Nationalversammlung 1849 wurden die drei Akademiker des Hochverrats angeklagt und trotz eines Freispruchs 1850 ihrer Ämter enthoben.
Aus Solidarität mit den Freunden lehnte Jahn die Versuche der Universität, ihn wieder in den Lehrbetrieb aufzunehmen, ab. Seine akademische Karriere war vorerst unterbrochen, abgesehen vom Posten des Sekretärs der Leipziger Gesellschaft der Wissenschaften. Mommsen wurde 1852 nach Zürich, Haupt 1853 nach Berlin berufen. Jahn widmete sich in Leipzig Forschungen und Publikationen aus dem Bereich der Musikwissenschaft und editorischen Arbeiten rund um den jungen Goethe. Seine kritischen Rezensionen zu der „Zukunftsmusik“ Richard Wagners fanden auch Eingang in die Philologie, da Friedrich Nietzsche sie 1872 in seiner Schrift Die Geburt der Tragödie aus dem Geiste der Musik polemisierte. Außerdem fand er 1852 und 1853 Zeit zu längeren Reisen nach Wien, Salzburg, Berlin und Frankfurt am Main, auf denen er die Nachlässe von Wolfgang Amadeus Mozart und Ludwig van Beethoven sichtete und zur Publikation vorbereitete. Die Ausarbeitung wurde jedoch durch den Auftrag des bayerischen Königs Ludwig I. an Jahn unterbrochen, die Vasensammlung in München zu katalogisieren. Am Ende dieser Tätigkeit, die Jahn von 1853 bis 1854 in Anspruch nahm, stand die Einleitung in die Vasenkunde (Leipzig 1854). Obwohl dieses Buch allein die Bestände der Münchner Vasensammlung behandelte, erfüllte es aufgrund seiner behutsamen Deutungsweise der Bildinhalte für lange Zeit die Funktion eines Handbuchs für die griechischen Vasen.

#### Bonn: Der „Philologenstreit“ mit Ritschl

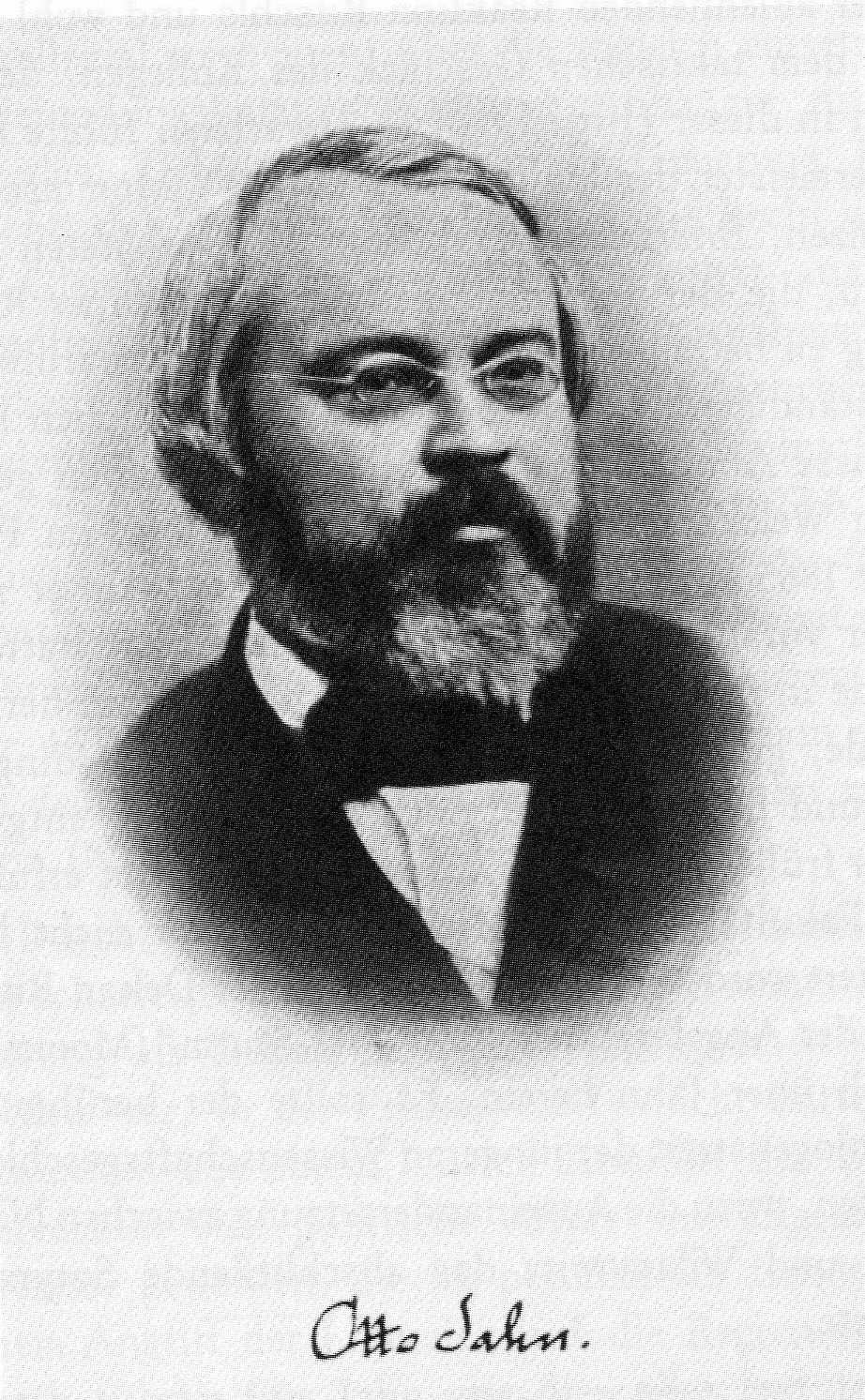
Otto Jahn in Bonn (um 1860)

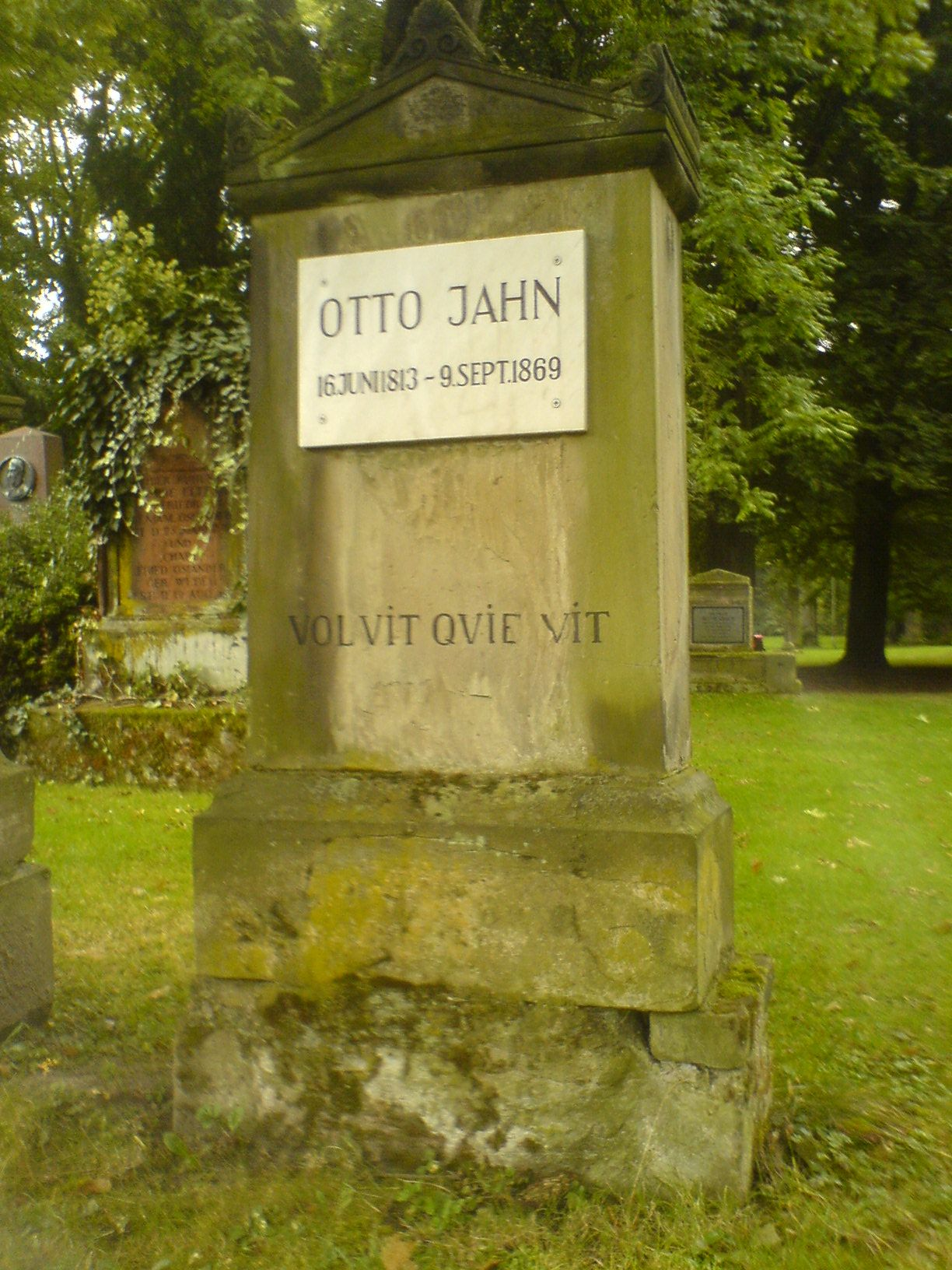
Otto Jahns Grab auf dem Albanikirchhof in Göttingen

Hauptartikel: Bonner Philologenstreit
Im Jahr 1854 bemühte sich der Bonner Philologieprofessor Friedrich Ritschl beim Kultusministerium (damals unter Karl Otto von Raumer) um die Berufung Otto Jahns nach Bonn, um einen weiteren Professor für Philologie und Archäologie neben den 70-jährigen Friedrich Gottlieb Welcker zu stellen. Diese Berufung betrieb Ritschl hinter Welckers Rücken, wovon Jahn nichts wusste. Ende 1854 stimmte er zu und begann im Sommer 1855 seine Lehrtätigkeit an der Bonner Universität. Hier geriet er in ein gespanntes Verhältnis mit Welcker, der Jahns neue Professur gegen seine Person gerichtet sah. Jahn, der sich mit Welcker gutstellen wollte, bemühte sich um Abstand zu Ritschl. Dadurch kam es innerhalb weniger Monate zur Entfremdung zwischen den beiden. Trotzdem stimmten beide sich methodisch in ihren Lehrveranstaltungen ab und richteten sie gegen historistische Ansprüche vor allem grammatikalisch-textkritisch und kaum inhaltsbezogen aus.
Otto Jahn war in Bonn ein beliebter akademischer Lehrer, der auch den persönlichen Verkehr mit den Studenten schätzte. 1857 wurde Jahn Dekan der Philosophischen Fakultät, 1858 Rektor der Universität (Einführungsrede: Die Bedeutung und Stellung der Altertumsstudien in Deutschland). In diesen ersten Bonner Jahren beendete Jahn auch seine Biografie über W. A. Mozart (Leipzig 1856–1859) und gab Textausgaben zu verschiedenen antiken Autoren heraus. In den Jahren 1855 und 1856 erschienen auch Aufsätze von Jahn in der von Ritschl herausgegebenen Zeitschrift Rheinisches Museum für Philologie, danach aufgrund der Distanz zu Ritschl nicht mehr.
Der Streit zwischen Jahn und Ritschl eskalierte nach mehreren Jahren aus dem folgenden Anlass: Wegen des Mangels griechischer Veranstaltungen in Bonn (die Professoren für Klassische Philologie waren vornehmlich Latinisten) bemühte sich Jahn um die Berufung seines Freundes Hermann Sauppe aus Göttingen nach Bonn, wiederum hinter dem Rücken seines Kollegen, beim Ministerium in Berlin. Im Frühjahr 1865 erklärte Jahn in Wien, er werde im Falle der Berufung Sauppes auf seinem Lehrstuhl in Bonn beharren, und das Ministerium ging auf diese Forderung ein und berief Sauppe. Dieser lehnte jedoch entgegen seiner vorherigen Zusicherung ab, und Ritschl erfuhr von dem Vorgang.
Jahns Fehltritt und Ritschls daraus resultierende Verleumdungskampagne spalteten das Philologische Seminar in zwei Lager: Die Mitarbeiter standen auf der Seite ihres damaligen Dekans Ritschl, während die Studentenschaft fast ausnahmslos für Jahn Partei ergriff. Die Affäre spitzte sich dadurch zu, dass das Ministerium dem Dekan Ritschl einen scharfen Verweis erteilte und diesen auch noch in der Presse veröffentlichte. Wegen dieser Taktlosigkeit attackierten die Liberalen im preußischen Landtag die Regierung Bismarcks. Die Situation war geradezu paradox: Jahn, der Liberale, wurde in die Nähe der Reaktionären gerechnet, während die Liberalen die Sache seines Rivalen Ritschl ergriffen. Im Mai 1865 forderte Ritschl seine Entlassung aus dem preußischen Staatsdienst.
Obwohl seine letzten Lebensjahre in Bonn von dieser Affäre überschattet waren, brachte Jahn die Bonner Philologie zu einer neuen Blüte. Als Nachfolger Ritschls wurde 1866 Hermann Usener nach Bonn berufen; im selben Jahr kehrte auch Jacob Bernays aus Breslau zurück. Ein ausbrechendes ernstes Lungenleiden machte Otto Jahn bewusst, dass er seine verbliebenen Schriften möglichst zügig abschließen müsste. Darum schlug er sowohl einen Ruf nach Berlin als Nachfolger Eduard Gerhards als auch das Angebot aus, für eineinhalb Jahre zu Forschungs- und Erholungszwecken nach Italien zu reisen. Bei einem Besuch in Göttingen bei seiner Schwester, der Gemahlin des Gynäkologen Jakob Heinrich Hermann Schwartz, starb er am 9. September 1869. Er wurde auf dem Göttinger Albani-Friedhof bestattet.

## Leistungen
Otto Jahns Bedeutung für die Altertumswissenschaften im Allgemeinen zu bewerten ist schwierig, weil sich seine Publikationen auf zahlreiche einzelne Felder verteilen und seine Wirkung schwer zu verfolgen ist. Ein Prinzip seiner Arbeit war stets die Verbindung der Philologie mit der Archäologie für die Interpretation antiker Texte und Altertümer. Damit bildete er ein Bindeglied zwischen den feindlichen Lagern der Wortphilologie, die sich auf bloße Grammatik und Textkritik beschränkte, und der Sachphilologie.
Jahn setzte sich für die Etablierung der Archäologie als eigenständiges Fach an der Universität ein und trat damit in Opposition zum Berliner Archäologen Gerhard, der die Archäologie als „monumentale Philologie“ verstand. Auf seine Forderungen und Einflüsse geht auch das Konzept zurück, dass Studenten der Archäologie sich immer auch philologischen Studien zu widmen haben. Diese Praxis hielt sich in Deutschland bis zum Zweiten Weltkrieg.

### Forschung
In der Philologie bilden seine Schriften zur römischen Satire die Grundlage der weiteren Beschäftigung mit ihnen, wie unter anderem der Satirenforscher Ulrich Knoche (1902–1968) würdigend bemerkt. Neben Aufsätzen im Hermes sind besonders sein Kommentar zu Persius (1843) sowie die Textausgabe (1851), auf denen die gesamte spätere Exegese des Dichters aufbaut, und seine große Juvenalausgabe (1851), die noch heute die Basis der Juvenalkritik bildet, zu nennen. Die Deutsche Philologie verdankt Jahn die Ausgabe von Goethes Briefen an seine Leipziger Freunde (1849, mit Nachträgen 1854) und Beiträge zu Goethe in Straßburg und Wetzlar (in: Allgemeine. Monatsschrift für Wissenschaft und Literatur, 1854).
Seine Beschäftigung mit dem römischen Alltagsleben bezog sich auf Ikonografie und Religionsgeschichte. Außerdem beschäftigte sich Jahn als erster namhafter Philologe mit dem antiken Roman und fiktionalen Prosaerzählungen, eine Gattung, die von der Forschung bis dahin vernachlässigt worden war.
Jahns epigrafische Arbeiten waren besonders für zwei große wissenschaftliche Projekte von entscheidender Bedeutung: das Corpus Inscriptionum Latinarum und Sammlung der Reliefs auf antiken Sarkophagen. Wenn auch seine Entwürfe (1845) zu einer systematischen Anordnung der Inschriften nach Sachgruppen von Mommsen zugunsten einer topografischen Anordnung verworfen wurden, blieb seine Sammel-, Sichtungs- und Interpretationsarbeit ein wichtiger Baustein des Projektes. Das Corpus der antiken Sarkophagreliefs war Jahns Idee, und er hatte es auch begonnen. Die ersten Bände erschienen erst Jahre nach seinem Tod, herausgegeben von seinem Schüler Carl Robert.
Von großer Bedeutung für die Musikwissenschaft ist Jahns Biografie über W. A. Mozart (1856–1859), in der er erstmals die schriftlichen Quellen zum Leben des Komponisten sammelte und mit philologischen Methoden auswertete. Bis zur Neuausgabe durch Hermann Abert (5. Auflage, 1919/1921) blieb Jahns Arbeit grundlegend für die Mozartforschung, wenn auch sein Urteil nicht ganz frei von Vorurteilen war.
Daneben plante Jahn eine Beethoven-Biographie und konnte dazu 1852 während eines Aufenthalts in Wien noch mehrere Freunde und Zeitgenossen des Komponisten befragen, darunter Carl Czerny und Franz Grillparzer. Bei einem anschließenden Aufenthalt in Frankfurt ließ er seine Aufzeichnungen von Beethovens einstigem Sekretär Anton Schindler überprüfen. Außerdem fertigte er sich Abschriften von zahlreichen Briefen Beethovens an. Nachdem Jahn das Projekt aufgegeben hatte, stellte er sein Material Alexander Wheelock Thayer zur Verfügung. Die wertvollen Beethoven-Notizen Jahns (2 Mappen) befinden sich heute in der Musikabteilung der Staatsbibliothek zu Berlin.

### Schüler
Als anregender akademischer Lehrer von geselligem Wesen wirkte Jahn neben seiner Forschung vor allem durch seine Schüler nachhaltig auf die Philologie in Deutschland. Seine berühmtesten Schüler waren die Wissenschaftsorganisatoren Theodor Mommsen (Greifswald, 1839–1842) und Ulrich von Wilamowitz-Moellendorff (Bonn, 1867–1869). Gerade den letzteren beeinflusste er durch seine Sicht auf das Fach und besonders durch seine Würdigung der hellenistischen Schriftsteller, die erst von Wilamowitz ins Zentrum der philologischen Forschung gerückt wurden.
Weitere Schüler von Jahn waren Otto Benndorf, Hugo Blümner, Eugen Bormann, Conrad Bursian, Karl Dilthey, Wolfgang Helbig, Adolf Michaelis und Eugen Petersen. Friedrich Nietzsche und Erwin Rohde sahen Jahn mit kritischer Distanz, vor allem nachdem sie mit Richard Wagner bekannt geworden waren, dessen Musik Jahn kritisch rezensiert hatte.

## Schriften (Auswahl)
- Archäologisch:

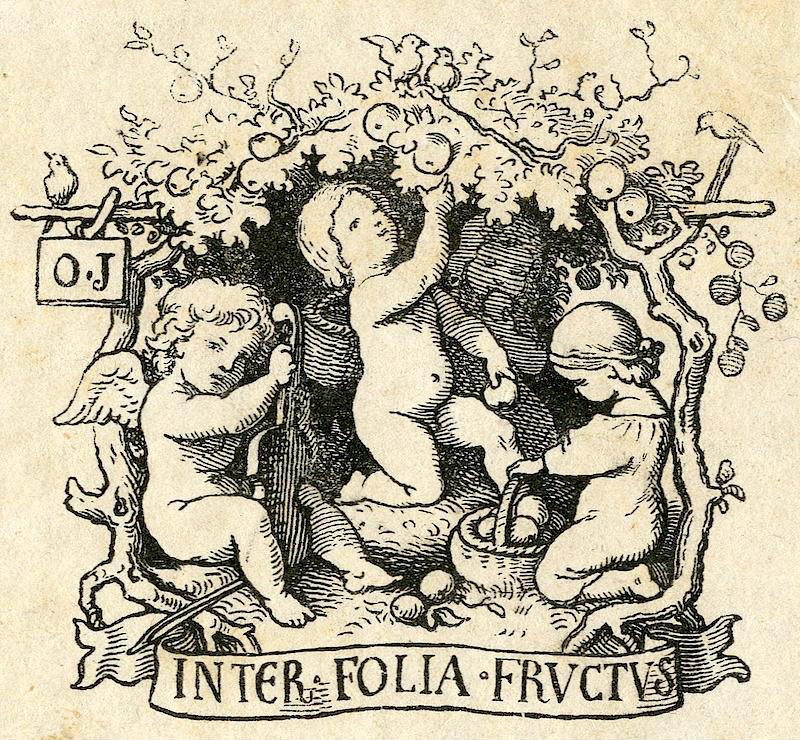
Otto Jahns Exlibris

  - Palamedes. Perthes, Hamburg 1836. (Digitalisat)
  - Telephos und TroiloTelephos und Troilos, Ein Brief an Herrn Professor F. G. Welcker in Bonn. Schwers, Kiel  1841. (Digitalisat)
  - Die Gemälde des Polygnotos in der Lesche zu Delphi. Schwers, Kiel 1841. (Digitalisat)
  - Pentheus und die Mainaden. Schwers, Kiel 1841. (Digitalisat)
  - Paris und Oinone. Einladungs-Schrift zu einem am Geburtstage Winckelmanns von Prof. G. F. Schömann zu haltenden Vortrag. Koch, Greifswald 1844. (Digitalisat)
  - Die hellenische Kunst. Otte, Greifswald 1846. (Digitalisat)
  - Peitho, die Göttin der Überredung. Koch, Greifswald 1847. (Digitalisat)
  - Über einige Darstellungen des Paris-Urteils (1849)
  - Die Ficoronische Cista (1852)
  - Pausaniae descriptio arcis Athenarum. Marcus, Bonn 1860. (Digitalisat) (3. Ausgabe 1901)
  - Darstellungen griechischer Dichter auf Vasenbildern (1861)
- Philologisch:
  - Kritische Ausgaben von Juvenal, Persius und der Sulpicia der Jüngeren zugeschriebenen Satire (3. Ausgabe von Franz Bücheler, 1893)
  - Censorinus (1845)
  - Florus (1852)
  - Marcus Tullius Ciceros Brutus (4. Ausgabe 1877) und Orator (3. Ausgabe 1869)
  - die Periochae von Titus Livius (1853)
  - die Psyche et Cupido von Apuleius (3. Ausgabe, 1884; 5. Ausgabe, 1905)
  - Pseudo-Longinos (1867; herausgegeben von Johannes Vahlen, 1905)
- Biographisch und ästhetisch:
  - Über Mendelssohns Paulus. Schwers, Kiel 1842. (Digitalisat)
  - Biographie Mozarts, eine außergewöhnliche Leistung von großer Bedeutung für die Musikgeschichte (3. Ausgabe von H. Deiters, 1889–1891), auch als digitale Ausgabe verfügbar: W. A. Mozart, Kleine digitale Bibliothek, Band 40 der Directmedia Publishing Berlin 2007, ISBN 978-3-89853-340-9, Band1 books.google.de, books.google.de
  - Ludwig Uhland. Cohen, Bonn 1863. (Digitalisat)
  - Gesammelte Aufsatze über Musik. Breitkopf und Härtel, Leipzig 1866. (Digitalisat)
  - Biographische Aufsätze. Hirzel, Leipzig 1866. (Digitalisat)

Seine Griechischen Bilderchroniken wurden nach seinem Tod von seinem Neffen Adolf Michaelis publiziert.